# Rapaniscus crassipes
Rapaniscus crassipes är en kräftdjursart som först beskrevs av Hansen 1916.  Rapaniscus crassipes ingår i släktet Rapaniscus och familjen Nannoniscidae. Inga underarter finns listade i Catalogue of Life.